# Bien agités !

Bien agités ! est un téléfilm français réalisé par Patrick Chesnais en 2004.

## Synopsis
Diane aspire à avoir un enfant. Mais trouver un homme pourvu de la fibre paternelle se révèle compliqué et toutes ses tentatives se soldent pas des échecs. Plus déterminée que jamais à tomber enceinte, la jeune femme décide de faire chanter Arthur, braqueur improvisé : s'il cambriole la banque du sperme, elle lui rendra son magot... C'est le début des ennuis.

## Fiche technique
- Réalisateur : Patrick Chesnais
- Scénario : Jean-Marie Chavent et Eric Morfaux
- Musique : Erwann Kermorvant
- 1re télédiffusion : 31 janvier 2004
- Durée : 83 minutes

## Distribution
- Julie Gayet : Diane Lange
- Frédéric Diefenthal : Arthur
- Véronique Boulanger : Brigitte, l'amie de Diane
- Adrien Saint-Joré : Nico, le frère d'Arthur
- Patrick Chesnais : le lieutenant de police Lescaro
- Marc Duret : le lieutenant Duret
- Bernard Le Gall : Ribeau
- Eric Savin : Max
- Jean-François Balmer : le responsable de l'association où travaille Arthur
- Darry Cowl : le directeur de la banque
- Pascal Elso : Employé banque

## Réception
Liliane Marcovici de Télé 7 jours donne au film deux 7 et souligne « le formidable instinct de légèreté et de fantaisie » de Patrick Chesnais ; elle salue par ailleurs les prestations au « relief très subtil » de Diefenthal et Gayet, dont le tandem offre un « mélange de fragilité [...] et d'assurance. »